# Agonum pacificum
Agonum pacificum är en skalbaggsart som beskrevs av Thomas Casey. Agonum pacificum ingår i släktet Agonum och familjen jordlöpare. Inga underarter finns listade i Catalogue of Life.